# Copablepharon longipenne
Copablepharon longipenne (tên tiếng Anh: Dusky Dune Moth) là một loài bướm đêm thuộc họ Noctuidae. Nó được tìm thấy ở Tây Nam Manitoba đến miền nam Alberta, phía nam đến phía tây Texas.
Sải cánh dài 35–39 mm. Con trưởng thành bay từ tháng 7 đến tháng 8 tùy theo địa điểm. Có một lứa một năm.
Ấu trùng sống dưới đất ở độ sâu 2,5 cm gần cây chủ. Quá trình hoá nhộng diễn ra dưới đất, chúng chui lên khoảng 2 tuần rưỡi sau.

## Phụ loài
- Copablepharon longipenne longipenne Grote, 1882
- Copablepharon longipenne serraticornis A. Blanchard, 1976